# Gottfried Klingemann
Gottfried Klingemann (* 28. Januar 1884 in Berlin; † 18. Oktober 1953 in Haunstetten) war ein deutscher SS-Brigadeführer und Generalmajor der Waffen-SS.

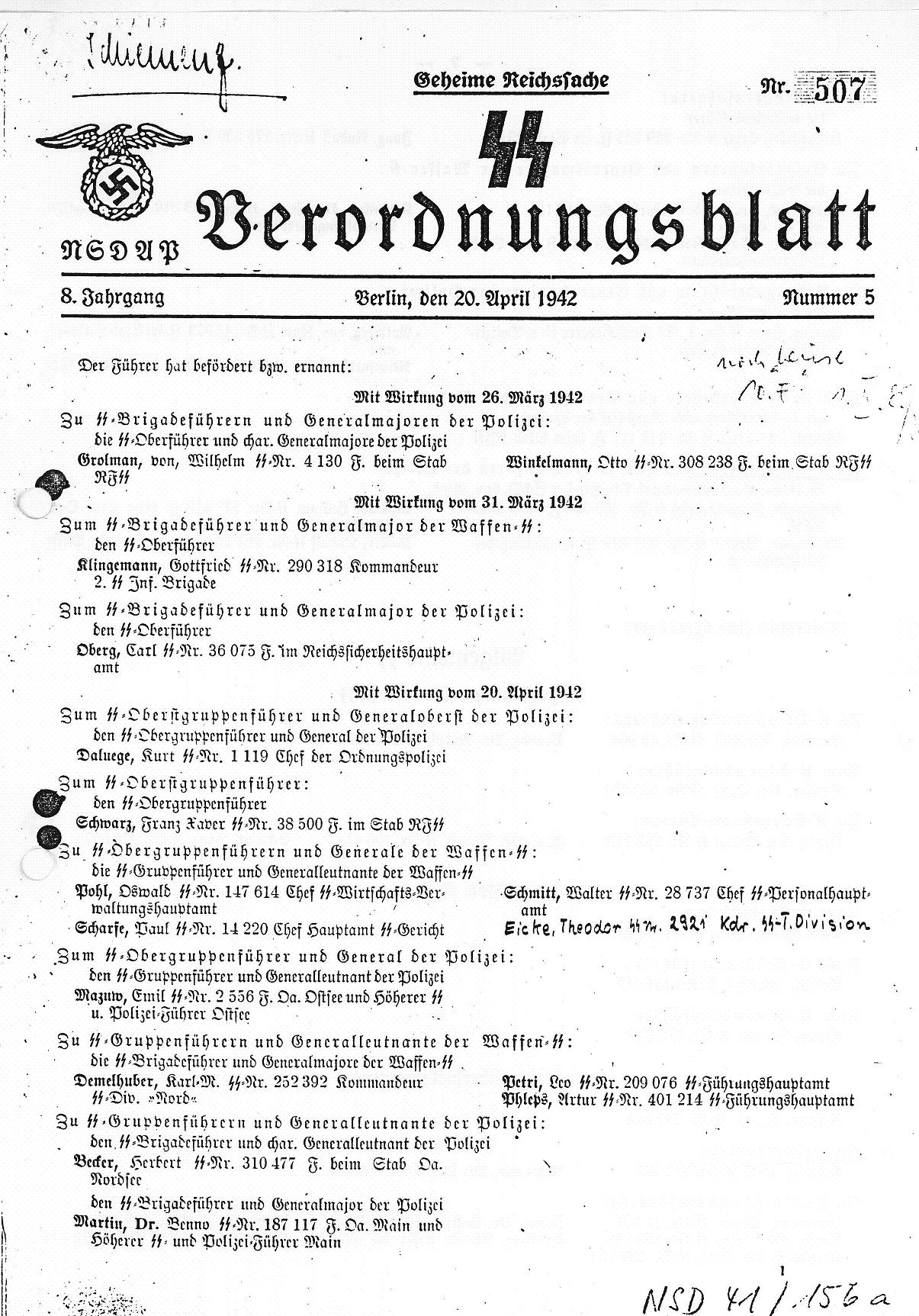
Beförderung zum SS-Brigadeführer 1942 im SS-Verordnungsblatt

## Biografie
Klingemann trat 1903 in die preußische Armee als Fahnenjunker beim Infanterie-Regiment „Herwarth von Bittenfeld“ (1. Westfälisches) Nr. 13 ein und wurde 1904 zum Leutnant befördert. Von 1911 bis 1914 besuchte er die Kriegsakademie Berlin und war zwischenzeitlich 1913 zum Oberleutnant befördert worden. Er nahm am Ersten Weltkrieg teil,  ab Dezember 1914 im Rang eines Hautmanns. Nach Kriegsende war er von Januar bis Juni 1919 im Preußischen Kriegsministerium tätig. Im September 1920 erhielt er den Titel als  Major (Charakter). Zur Zeit der Weimarer Republik bestritt er seinen Lebensunterhalt als Geschäftsmann.
Klingemann trat zum 1. Dezember 1931 der NSDAP (Mitgliedsnummer 817.565) und 1932 der SA bei. Von November 1933 bis März 1935 leitete er die Meldestelle in Münster des FAD. Danach war er als Grenzschutzregimentskommandeur und Ausbildungsleiter eingesetzt.
Er wurde 1937 Mitglied der Waffen-SS (SS-Nummer 290.318), zunächst als SS-Sturmbannführer (Major), 1938 als SS-Obersturmbannführer und Anfang 1939 als SS-Standartenführer.
 Von April 1937 bis Dezember 1939 leitete er Zentralabteilung 1/2 im SD-Hauptamt. In dieser Position war er zugleich Kommandant der SD-Führerschule in Bernau. Hier war sein Adjutant Ferdinand Zachmann (* 1911).
Vom Januar bis Juli 1940 gehörte er der SS-Totenkopf-Standarte 13 und danach bis Ende 1940 dem Aufstellungsstab des SS-Infanterie-Regiments Nordland an. Bis Juli 1941 war Kommandant der SS-Totenkopf-Standarte 4 und dann als SS-Oberführer  und ab April 1942 als SS-Brigadeführer und Generalmajor der Waffen-SS bis Januar 1943 Kommandant 2. SS-Infanterie-Brigade als Freiwilligen-Verband in der 18. Armee (Heeresgruppe Nord). Er leitete von Anfang bis August 1943 die SS-Junkerschule Bad Tölz. Danach war er bis zu seiner Pensionierung im Mai 1944 Inspekteur für die Infanterie im SS-Führungshauptamt.

## Ehrungen (Auswahl)
- Erster Weltkrieg: Eisernes Kreuz EK 1 und 2, Frontkämpferkreuz 14/18, Hanseatenkreuz (Hamburg), Militärverdienstkreuz 3. Klasse (Österreich)
- Zweiter Weltkrieg: 1943, Deutsches Kreuz in Gold